# Tetřev
Tetřev (Tetrao) je rod středně velkých hrabavých ptáků z podčeledi tetřevi, který zahrnuje pouze dva druhy ptáků, kterými jsou tetřev černozobý a tetřev hlušec. Tetřev hlušec má velké množství poddruhů a obývá území od Španělska po střední Rusko, vyhýbá se ale jižní Evropě a Britským ostrovům (výjimkou je Skotsko, kam byl reintrodukován v roce 1837). Dále na východ ho nahrazuje tetřev černozobý (východní Rusko, Mongolsko, Čína).
V Česku se vzácně vyskytuje tetřev hlušec, který se někdy může křížit s tetřívkem obecným. Jejich potomek se nazývá tetřevec.

## Seznam druhů
Do rodu tetřev (Tetrao) se řadí následující dva druhy:
| Fotografie | Vědecké jméno       | České jméno      | Rozšíření                               |
| ---------- | ------------------- | ---------------- | --------------------------------------- |
|            | Tetrao urogallus    | tetřev hlušec    | Od západní Evropy po Rusko              |
|            | Tetrao urogalloides | tetřev černozobý | Východní Rusko, severní Mongolsko, Čína |